# Clarksville (Indiana)
Clarksville é uma cidade  localizada no estado americano de Indiana, no Condado de Clark.

## Demografia
Segundo o censo americano de 2000, a sua população era de 21.400 habitantes.
Em 2006, foi estimada uma população de 21.308, um decréscimo de 92 (-0.4%).

## Geografia
De acordo com o United States Census Bureau tem uma área de
26,3 km², dos quais 26,1 km² cobertos por terra e 0,2 km² cobertos por água. Clarksville localiza-se a aproximadamente 200 m acima do nível do mar.

## Localidades na vizinhança
O diagrama seguinte representa as localidades num raio de 12 km ao redor de Clarksville.